# 普拉卡什·维查雅纳特
普拉卡什·维查雅纳特（英語：Prakash Vijayanath，1994年11月7日—），南非印度裔男子羽毛球運動員。

## 簡歷
普拉卡什·维查雅纳特4歲時跟隨家人從印度移居至南非。6歲時隨父母在约翰内斯堡開始打羽毛球。及至2013年，他到愛爾蘭讀書，順道在當地的羽毛球學院（Badminton Ireland Academy），跟隨教練Daniel Magee練習
。
2013年8月，普拉卡什·维查雅纳特出戰在毛里裘斯羅斯希爾舉行的非洲羽毛球錦標賽，贏得男單亞軍。

## 主要比賽成績
只列出曾進入準決賽的國際賽事成績：
| 年份   | 賽事                 | 公開賽級別 | 項目     | 搭檔           | 成績   |
| ------ | -------------------- | ---------- | -------- | -------------- | ------ |
| 2013年 | 非洲羽毛球錦標賽     | 其他       | 混合團體 | -              | 冠軍   |
| 2013年 | 非洲羽毛球錦標賽     | 其他       | 男子單打 | -              | 亞軍   |
| 2013年 | 南非羽毛球國際賽     | 未來系列賽 | 男子單打 | －             | 準決賽 |
| 2014年 | 烏干達羽毛球國際賽   | 國際系列賽 | 男子單打 | -              | 準決賽 |
| 2014年 | 南非羽毛球國際賽     | 國際系列賽 | 混合雙打 | 斯特西·杜贝尔  | 亞軍   |
| 2015年 | 非洲羽毛球錦標賽     | 其他       | 混合團體 | -              | 亞軍   |
| 2015年 | 非洲羽毛球錦標賽     | 其他       | 男子單打 | -              | 亞軍   |
| 2016年 | 羅斯希爾羽毛球國際賽 | 未來系列賽 | 男子單打 | -              | 準決賽 |
| 2016年 | 非洲羽毛球團體錦標賽 | 其他       | 男子團體 | -              | 冠軍   |
| 2016年 | 南非羽毛球國際賽     | 國際系列賽 | 男子雙打 | Matthew Michel | 亞軍   |

| 2007-2017年 | 首要超級賽 | 超級賽 | 黃金大獎賽 | 大獎賽 | 國際挑戰賽 | 國際系列賽 | 未來系列賽 | 其他 |

| 2018-2026年 | 總決賽 | 超級1000賽 | 超級750賽 | 超級500賽 | 超級300賽 | 超級100賽 | 國際挑戰賽 | 國際系列賽 | 未來系列賽 | 其他 |